# Alexandr Fier
Alexandr Hilário Takeda Sakai dos Santos Fier (Joinville, Santa Catarina; 11 de marzo de 1988) es un Gran Maestro Internacional de ajedrez brasileño. Alcanzó el número 76 del mundo en noviembre de 2009, cuando alcanzó su calificación ELO máxima de 2653 puntos.

## Resultados destacados en competición
Fue una vez ganador del Campeonato de Brasil de ajedrez en el año 2005.
Fue campeón de la segunda, Copa Latinoamericana de ajedrez. Montevideo, Uruguay año 2011.
Participó representando a Brasil en cinco Olimpíadas de ajedrez en los años 2004 en Calviá, 2006 en Turín, 2010 en Janti-Mansisk, 2012 en Estambul, y 2021 en Sochi.